# Spærrebom
En spærrebom, også kendt som en afspærringsbom, der er kan løftes og sænkes for at tillade bommen at blokere adgang for køretøjer eller fodgængere gennem et kontrolpunkt.

## Anvendelse
Bomporte findes typisk ved jernbaneoverskæringer, vindebroer, parkeringsfaciliteter, checkpoints og indgange til områder med begrænsninger.